# Radioactivité induite

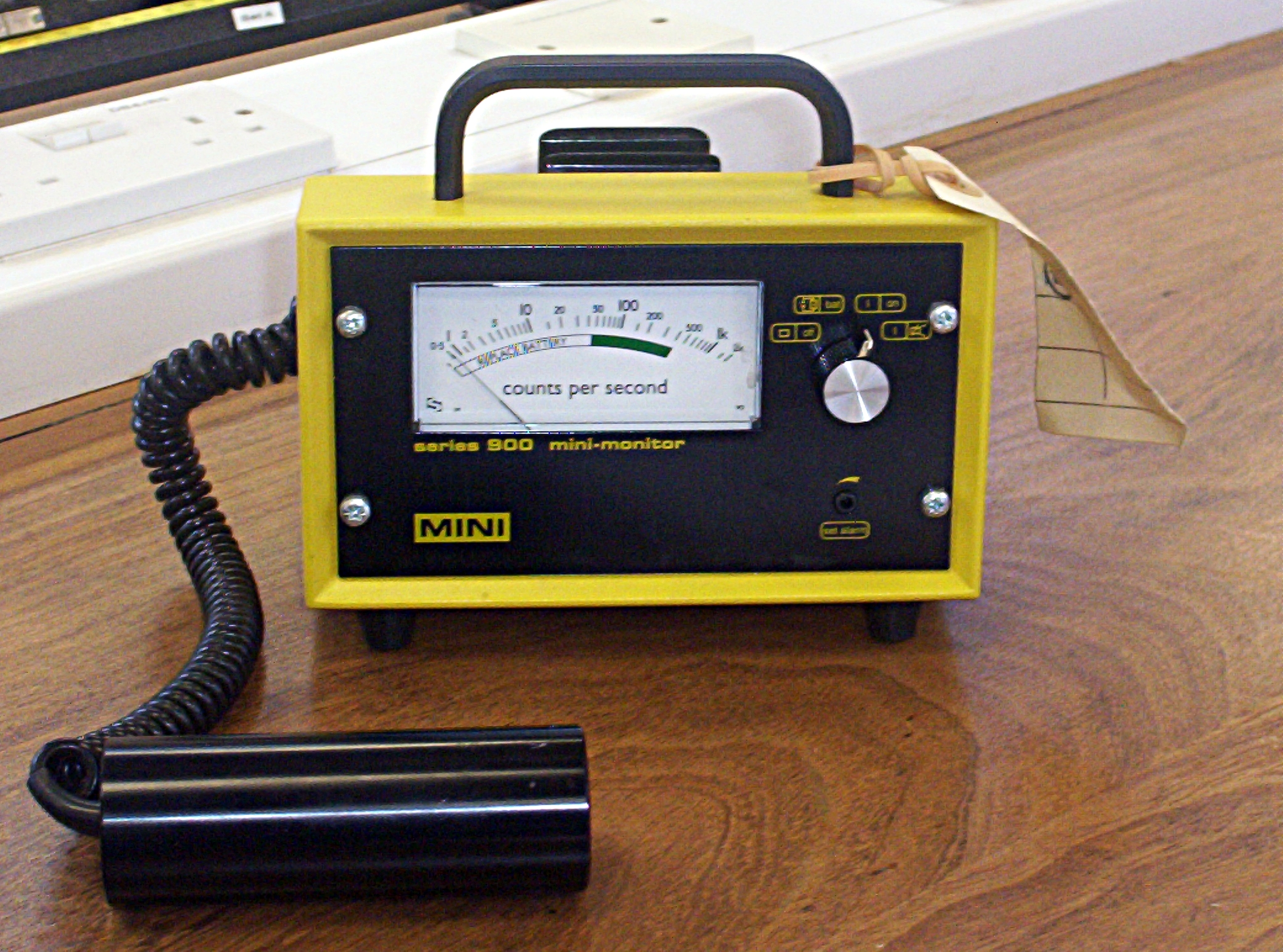
Compteur Geiger-Müller.

La radioactivité induite se produit quand un corps jusque-là stable est rendu radioactif par son exposition à un rayonnement précis. La majorité de formes de radioactivité ne rend pas les autres matériaux rayonneurs. Cette radioactivité induite est découverte en 1934 par Irène Curie et F. Joliot. Le fait que même les éléments légers soient rendus radioactifs par des moyens artificiels ou induits est connu sous le nom de radioactivité artificielle.
Curie et Joliot démontrèrent que le bombardement d'éléments légers (comme le bore ou l'aluminium) par des particules alpha entraîne une émission en continu de rayonnements radioactifs, même après l'enlèvement de la source α. Ils prouvèrent que ce rayonnement s'explique par l'émission d'une particule portant une unité de charge positive ayant une masse égale à celle d'un électron.
L'activation neutronique est la forme principale de radioactivité induite, qui se produit lorsque des neutrons libres sont captés par des noyaux. Cet isotope alourdi peut s'avérer stable ou instable (et donc rayonneur) selon l'élément chimique en jeu. Parce que les neutrons libres se désintègrent après quelques minutes en dehors d'un noyau atomique, le rayonnement neutronique n'est possible qu'à partir des désintégrations nucléaires, réactions nucléaires et des réactions de haute énergie (telles que le rayonnement cosmique ou les collisions au sein d'un accélérateur de particules). Les neutrons ralentis par un modérateur sont plus aptes à la capture que les neutrons rapides.
Une forme moins courante implique l'enlèvement d'un neutron par une réaction photonucléaire où un photon ultra-énergétique (rayon gamma) frappe un noyau avec plus d'énergie que l'énergie de liaison de l'atome, expulsant ainsi un neutron. Cette réaction exige au moins 2 MeV (pour l'hydrogène) et environ 10 MeV pour les plus lourds des noyaux. Beaucoup de radionucléides ne produisent pas de rayons gamma avec assez d'énergie pour induire cette réaction. Les radioisotopes qui servent à l'irradiation des aliments, cobalt 60 et césium 137, ont chacun des pics énergétiques au-dessous de ce seuil, et donc ne peuvent pas induire la radioactivité dans la nourriture.
Un certain degré de radioactivité induite est le produit du rayonnement de fond, dont la plupart naturel[pas clair]. Néanmoins, à cause de sa faible intensité presque partout sur Terre, le niveau de radioactivité induite dans un seul endroit est en général infime. 
Les conditions au sein de certains réacteurs nucléaires ayant un flux important de neutrons peuvent induire la radioactivité. Les pièces dans ces réacteurs peuvent devenir très irradiantes à cause des rayonnements qu'elles rencontrent. La radioactivité induite augmente la quantité de déchets nucléaires finaux à traiter.